# Ветхалівка
Ветха́лівка — село в Україні, Миргородському районі Полтавської області. Населення становить 192 особи. Входить до складу Петрівсько-Роменської сільської громади.
Після ліквідації Гадяцького району у липні 2020 року увійшло до Миргородського району.

## Географія
Село Ветхалівка розташоване на відстані 1 км від села Коновалове, за 1.5 км від села Середняки.
По селу тече струмок, що пересихає із заґатою.
Поруч пролягає автомобільний шлях Т 1705.

## Історія
- 1786 — дата заснування.
- Село постраждало внаслідок геноциду українського народу, проведеного окупаційним урядом СССР 1923—1933 та 1946–1947 роках.
- До 2017 року орган місцевого самоврядування — Середняківська сільська рада.

## Населення

### Мова
Розподіл населення за рідною мовою за даними перепису 2001 року:
| Мова       | Кількість | Відсоток |
| ---------- | --------- | -------- |
| українська | 189       | 98.44%   |
| російська  | 3         | 1.56%    |
| Усього     | 192       | 100%     |